# Delphine Mancini
Pour les articles homonymes, voir Mancini.
Delphine Mancini est une boxeuse française née le 18 avril 1987.
Championne d'Europe de Boxe professionnelle

## Biographie
Née en 1987 à Villeneuve-Saint-Georges, elle vit à Vigneux-sur-Seine et pratique la boxe depuis 2000 au centre Georges-Brassens, avec son père entraîneur Luigi Mancini.
En 2016, elle remporte la médaille de bronze aux championnats d'Europe amateur à Sofia en moins de 54 kg (poids coqs).
En 2018, elle remporte la médaille d'argent aux championnats d'Europe amateur à Sofia en moins de 54 kg (poids coqs).
Elle est également 10 fois championne de France senior amateur (2011, 2012, 2013, 2015, 2016, 2017, 2018, 2020) et deux fois championne de France junior (2001 et 2002).
Elle a à son actif plus de 150 combats.